# 12509 Pathak
12509 Pathak eller 1998 FY117 är en asteroid i huvudbältet som upptäcktes den 31 mars 1998 av LINEAR i Socorro County, New Mexico. Den är uppkallad efter Madhav Dilip Pathak.